# Ras Tanura
Ras Tanura (arabiska: رأس تنورة, Ra's Tannūrah) är en hamnstad i provinsen ash-Sharqiyya i östra Saudiarabien, vid Persiska viken, norr om Dammam. Den är landets största oljehamn, och här finns petroleumraffinaderier med stor raffineringskapacitet. Ras Tanura byggdes ut av Aramco (Arabian American Oil Company) på 1930-talet efter stora oljefynd i området.